# Senhor dos Milagres

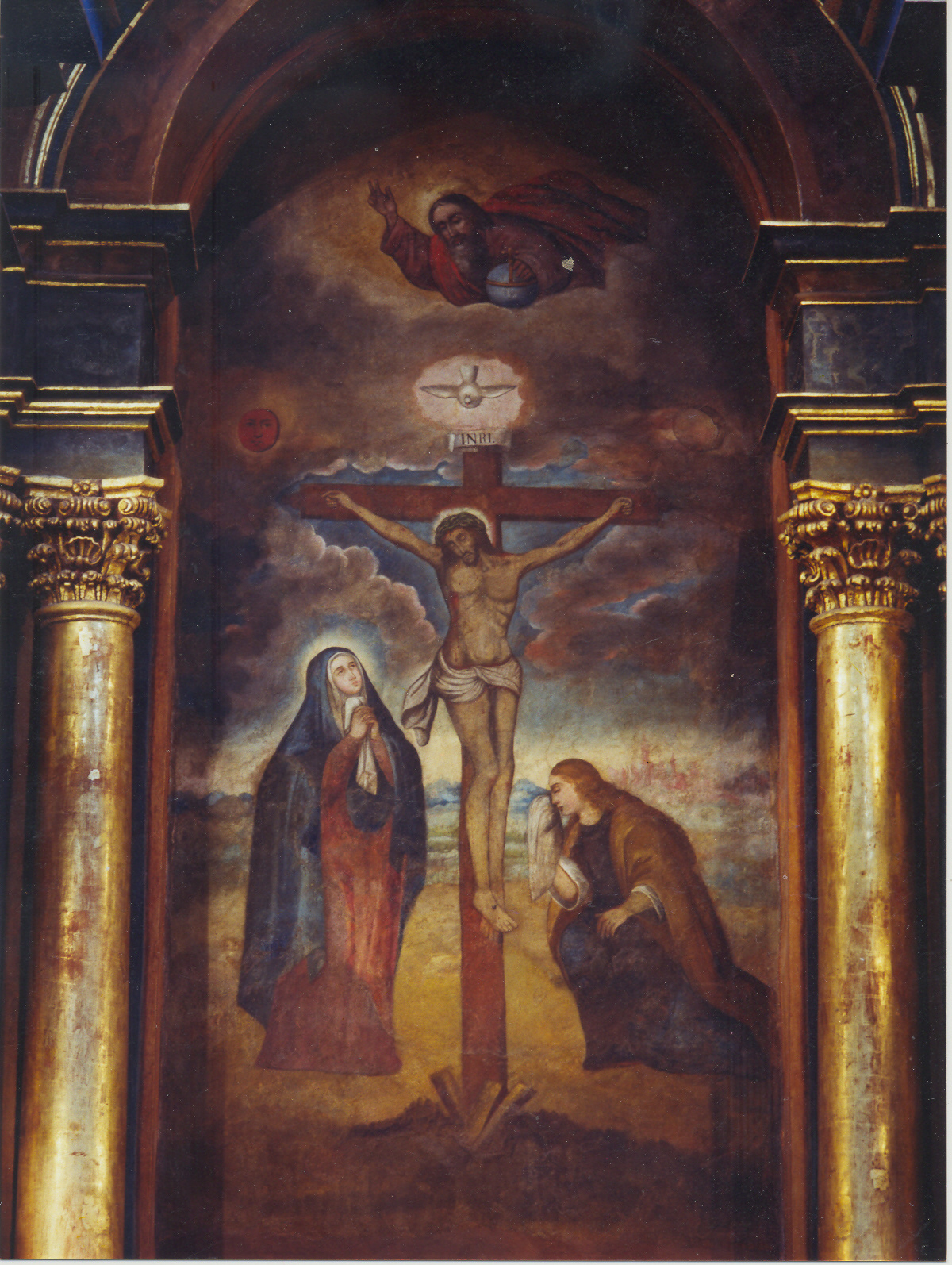
Señor de los Milagros de Nazarenas de Lima, Peru

Senhor dos Milagres (Lima) (Língua castelhana: Señor de los Milagros de Nazarenas).
Imagem da Jesus Cristo é venerada no Peru como "Senhor dos Milagres", "Cristo Moreno" ou "Cristo de Pachacamilla".
Na pintura aparece Jesus Crucificado e sobre a cruz está o Espírito Santo e Deus Pai. À direita do Senhor está Sua Santíssima Mãe com Seu coração traspassado por um punhal de dor e à esquerda do Senhor está Santa Maria Madalena.
Uma das maiores festas religiosas da América, teve origem em 1651, quando, segundo a tradição, um escravo negro pintou a imagem de um Cristo moreno nas paredes de uma casa no bairro de Pachacamilla. Pintou uma simples imagem no salão onde reunia-se sua confraria. Esta parede de adobe era rústica e mal acabada e localizava-se próxima de um córrego que afetava suas fundações. Apesar disso e de outras adversidades a imagem conservou-se surpreendentemente e deu origem a um culto que, paulatinamente, foi crescendo no decorrer dos séculos.
No dia 13 de Novembro de 1655, um terremoto pavoroso e arrasador estremeceu Lima y Callao, causando o desmoronamento de muitas igrejas e edifícios. Como era de se esperar, o sismo afetou a zona de Pachacamilla, onde estava situada a confraria dos angolanos e, apesar de haver caído grande número de paredes, o muro de adobe onde estava pintada a imagem do Cristo Crucificado ficou ileso.
O mesmo aconteceu em 20 de Outubro de 1687, quando um maremoto arrasou com Callao e parte de Lima e derrubou a capela edificada em volta da imagem do Cristo, ficando em pé somente a parede com a imagem pintada.
Tão terrível desígnio fez com que se criasse uma cópia pintada a óleo da imagem e, pela primeira vez, saísse em andor pelas ruas do bairro de Pachacamilla, estabelecendo-se que a partir desse momento a procissão ocorresse nos dias 18 e 28 de Outubro de cada ano.
As multidões de todas as raças e condições sociais celebram juntas a procissão do Senhor dos Milagres, não só no Peru mas também onde quer que haja comunidades peruanas, unindo a todas as pessoas numa grande aliança de uma só crença, uma só fé, uma só esperança no milagre que algum dia recairá sobre nós, não apenas no Peru mas onde quer que estejam os peruanos.